# Топилы (посёлок станции)
Топилы — посёлок станции в Милославском районе Рязанской области России. Входит в состав Павловского сельского поселения.

## География
Посёлок находится в юго-западной части Рязанской области, в лесостепной зоне, в пределах Среднерусской возвышенности, при железнодорожной линии Павелец — Богоявленск и автодороге 61Н-565, на расстоянии примерно 15 км (по прямой) к северо-западу от посёлка городского типа Милославского, административного центра района. Абсолютная высота — 200 м над уровнем моря.

### Климат
Климат характеризуется как умеренно континентальный, с тёплым летом и умеренно холодной снежной зимой. Среднегодовая температура воздуха — 4,4 °C. Средняя температура воздуха самого холодного месяца (января) — −10,4 °C (абсолютный минимум — −40 °C); самого тёплого месяца (июля) — 19,4 °C (абсолютный максимум — 39 °C). Безморозный период длится около 135—155 дней. Среднегодовое количество осадков — 548 мм, из которых 363 мм выпадает в период с апреля по октябрь. Снежный покров держится в течение 120—147 дней.

### Часовой пояс
Посёлок Топилы, как и вся Рязанская область, находится в часовой зоне МСК (московское время). Смещение применяемого времени относительно UTC составляет +3:00.

## Население
| 2010 |
| ---- |
| 64   |

### Национальный состав
Согласно результатам переписи 2002 года, в национальной структуре населения русские составляли 93 % из 109 чел.